# رمضان
- السبت
- الأحد
- الاثنين
- الثلاثاء
- الأربعاء
- الخميس
- الجمعة

- 11 مارس 2025
- 22 مارس 2025
- 33 مارس 2025
- 44 مارس 2025
- 55 مارس 2025
- 66 مارس 2025
- 77 مارس 2025
- 88 مارس 2025
- 99 مارس 2025
- 1010 مارس 2025
- 1111 مارس 2025
- 1212 مارس 2025
- 1313 مارس 2025
- 1414 مارس 2025
- 1515 مارس 2025
- 1616 مارس 2025
- 1717 مارس 2025
- 1818 مارس 2025
- 1919 مارس 2025
- 2020 مارس 2025
- 2121 مارس 2025
- 2222 مارس 2025
- 2323 مارس 2025
- 2424 مارس 2025
- 2525 مارس 2025
- 2626 مارس 2025
- 2727 مارس 2025
- 2828 مارس 2025
- 2929 مارس 2025
- 130 مارس 2025
- 231 مارس 2025
- 31 أبريل 2025
- 42 أبريل 2025
- 53 أبريل 2025
- 64 أبريل 2025

شهرُ رَمَضَانَ هو الشهر التاسع في التقويم الهجري ويعتبر أكثر الشهور الهجرية قداسةً عند المسلمين بسبب نزول القرآن الكريم وليلة القدر وكونه شهر الصوم الركن الرابع من أركان الإسلام، يمتنع المسلمون في نهار الأيام الرمضانية عن تناول الطعام و‌الشراب ويتجنبون سائر المفطرات التي تبطل الصوم من طلوع الفجر إلى غروب الشمس، وبالإضافة إلى الصيام يُعتبر شهر رمضان في الثقافة الإسلامية شهر التوبة وقراءة القرآن وتكثيف العبادة والأعمال الخيرية والتقارب الاجتماعي، كما تمارس فيه تقاليد وأعراف تختلف باختلاف المجتمعات الإسلامية.
يبدأ شهر رمضان مع بداية الشهر القمري الجديد، وترسم بدايته إما بثبوت رؤية الهلال في مساء اليوم 29 من شعبان، وعليه يكون اليوم الموالي هو أول أيام رمضان، أو بعد اليوم المتمم (اليوم 30) لشهر شعبان في حال عدم ثبوت رؤيته. أيام رمضان مثل غيره من الأشهر القمرية، تمتد ل 29 يومًا أو 30، وينتهي أيضًا بثبوت رؤية هلال شهر قمري جديد، وعند انقضاء رمضان، يحتفل المسلمون في أول يوم من شوال بعيد الفطر.
لشهر رمضان مكانة خاصة في تراث وتاريخ المسلمين لما شهده من أحداث؛ أبرزها بداية نزول القرآن من اللوح المحفوظ إلى السماء الدنيا، في ليلة من أواخر الشهر هي ليلة القدر. يؤمن المسلمون بأنها أفضل من ألف شهر، كما ورد في سورة القدر.
يرتبط شهر رمضان أيضًا عند المسلمين بالعديد من الشعائر الدينية مثل: صلاة التراويح والاعتكاف في العشر الأواخر، والعديد من العادات والتقاليد مثل دعوة الآخرين على الإفطار وإقامة موائد للإفطار والتصدق على المحتاجين، وتنتشر العديد من المظاهر التراثية المرتبطة بهذا الشهر مثل: الفانوس والزينة ومدفع رمضان، وتعود إلى الواجهة أيضًا شخصيات مثل المسحراتي والحكواتي، ومأكولات وبعض الحلوى والتي يتم تناولها عقب الإفطار.

## أصل كلمة رمضان
اسم رمضان (والجمع: رَمَضانات وأرمضاء وأرمضة ورماضين)تداوله العرب قبل الإسلام وبعثة النبي محمد. فالاسم كان موجوداً منذ الجاهلية، حيث كان الناس يسمُّون أشهر السنة حسب وقت وقوعها في الوقت الذي تمت فيه التسمية أو حسب نوع الشهر. فمثلاً شهر ذي الحجة: سُمِّيَ كذلك لأن يكون فيه موسم الحج ويحج المسلمون فيه، وشهر ربيع الأول: سُمي كذلك لأنه وقع وقت تسميته كان في فصل الربيع؛ وهكذا. أما تسمية رمضان فجاءت من الأصل «رمَض» وهي شدة الحر، حيث وافق رمضان وقت حر شديد؛ فأُطلق عليه هذا الاسم. والاسم متطابق مع طبيعة هذا الشهر عند المسلمين، حيث أن جوف الصائم يشتد حره من شدة الجوع والعطش فيكون جوفه رمِضاَ. يختلف نطق كلمة رمضان من لغة أو دولة إلى أخرى فبعض الدول مثل إيران، بنجلاديش، باكستان وتركيا تستبدل حرف «ض» لينطق «ظ».
وقد تعددت أقوال أهل اللغة وتباينت الآراء في اسم شهر رمضان وسبب تسميته بذلك، وهي كالآتي:
- أنّه كان موافقاً للحرّ الشديد عندما نُقِلت أسماء الشهور من اللغة القديمة.[4]
- ما فيه من حرق لذنوب العبد ومعاصيه، أي يغفر الله لعبده فيه.[4]
- أنّ جوف الصائم يشتد حره فيه من شدة الجوع والعطش.[4]
- لأن قلوب العباد تخشى ربها فيه فتأخذ فيه من حرارة الموعظة والفكرة في أمر الآخرة كما يأخذ الرمل والحجارة من حر الشمس.[5]
- لأنه يرمض الذنوب، أي يحرقها بالأعمال الصالحة، فكلمة (رمضان) مصدر لـ (رمض) إذا احترق. أو من مُنطلق غسلها بالأعمال الصالحة، فقد قالوا أنه مأخوذ من الرميض، وهو السحاب والمطر في آخر القيظ وأول الخريف، فسمي رميضاً لأنه يدرء سخونة الشمس، وهكذا رمضان يغسل الأبدان من الآثام.[5]
- لأن العرب كانوا يرمضون أسلحتهم فيه - أي يحشدونها ويجهزونها- استعدادا للحرب في شهر شوال.[5]

وقد ذكر «ابن دريد»: لما نقلت أسماء الشهور عن اللغة القديمة، سموها بالأزمنة التي وقعت فيها، فوافق هذا الشهر شدة الحر، وقيل بل لأن وجوب صومه صادف شدة الحر، وقيل الصوم فيه عبادة قديمة فكأنهم سموه بذلك لارتماضهم فيه من حر الجوع ومقاساة شدته، كما سموه (ناتقًا) – ذكر ذلك الماوردي والزمخشري وغيرهم- لأنه ينتقهم أي يزعجهم بشدته عليهم، والقول بأن رمضان مشتق من الرمض أي الحر، حكاه كذلك الأصمعي عن أبي عمرو. ونحوًا من هذا قولهم في سبب تسميته: لأن القلوب تأخذ فيه من حرارة الموعظة والفكرة في أمر الآخرة كما يأخذ الرمل والحجارة من حر الشمس والرمضاء الحجارة المحماة.
في حين ذهب فريق في عدم وجود علاقة ين رمضان والحرّ الشديد؛ ذلك أنّ رمضان هو أحد الأشهر القمريّة لا الشمسيّة؛ فهو ينتقل بين فصول السنة من ربيع، أو خريف، أو صيف، أو شتاء، ولا ينحصر مجيئه في فصل الصيف فقط؛ أي مع اشتداد الحرّ؛ فالرمضاء التي هي أصل كلمة رمضان يُقصَد بها اشتداد حَرّ الظمأ، لا اشتداد حَرّ الشمس، ويكون العطش في فصول السنة جميعها مع وجود الصيام، ولا يقتصر على الصيف فقط، وهذا الأرجح حيث كان قبل الإسلام يسمى «تاتل» ومعناها شخص يغترف الماء من بئر أو عين، وهذا يدل - كما يقول العالم محمود الفلكي - على أن هذا الشهر كان من شهور الشتاء كما يدل عليه اسم آخر له، هو «زاهر»، وقيل في هذه التسمية: إن هلاله كان يوافق مجيئه وقت ازدهار النبات عند العرب في البادية في الجاهلية الأولى، ولا يكون الزرع مزدهرًا إلا إذا وجد المطر.
وله العديد من المسميات والتي تذكر في الكثير من البلدان العربية والتي تتمثل في جوهر هذا الشهر، وتلك الأسماء:
شهر الله، شهر الصبر، شهر الصيام، شهر الإسلام، شهر الطهور، شهر التمحيص، شهر القيام، شهر نزول القرآن، شهر الغفران، ربيع الفقراء

## فضل شهر رمضان عند المسلمين

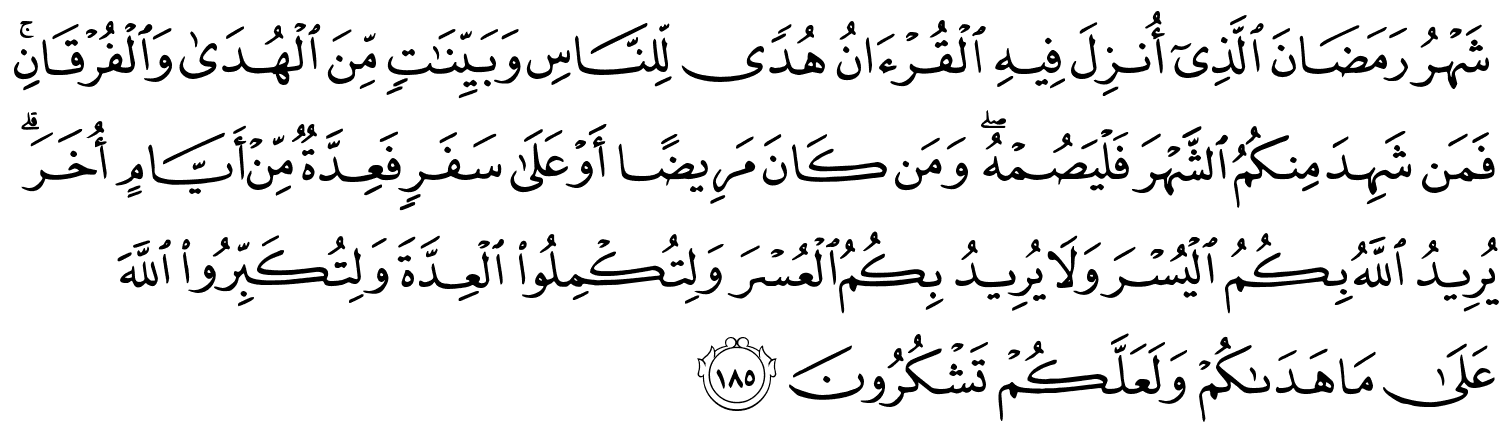
سورةالبقرة، آية 185

وردت العديد من الآيات القرآنية والأحاديث النبوية التي تتحدث عن فضل شهر رمضان وعن الثواب الذي يجنيه المسلم جراء تأدية هذا الركن من أركان الإسلام، فمن أفضال شهر رمضان المبارك ففيه تفتح أبواب الجنان وتغلق أبوابُ النيران، وتُصفد مردة الشياطين أي كِبارها فيكونُ للمُسْلِمُ الفرصة الكبرى في تجنب المعاصي والتقرب من الله تعالى بالعبادات والطاعات التي تقربه من الجنة وتبعده عن النار، عن أبي هريرة، قال رسول الله ﷺ: «إِذَا كَانَ أَوَّلُ لَيْلَةٍ مِنْ شَهْرِ رَمَضَانَ صُفِّدَتِ الشَّيَاطِينُ وَمَرَدَةُ الْجِنِّ، وَغُلِّقَتْ أَبْوَابُ النَّارِ، فَلَمْ يُفْتَحْ مِنْهَا بَابٌ، وَفُتِّحَتْ أَبْوَابُ الْجَنَّةِ فَلَمْ يُغْلَقْ مِنْهَا بَابٌ، وَيُنَادِي مُنَادٍ: يَا بَاغِيَ الْخَيْرِ أَقْبِلْ، وَيَا بَاغِيَ الشَّرِّ أَقْصِرْ. وَلِلَّهِ عُتَقَاءُ مِنَ النَّارِ، وَذَلكَ كُلُّ لَيْلَةٍ» ابن ماجه.
ورمضان هو شهر فرض الله صيامه وهو شهر غفران الذنوب وكسب الثواب والرضى والتقرب من الله وإجابة الدعوات لقول الله تعالى ﴿شَهْرُ رَمَضَانَ الَّذِي أُنْزِلَ فِيهِ الْقُرْآنُ هُدًى لِلنَّاسِ وَبَيِّنَاتٍ مِنَ الْهُدَى وَالْفُرْقَانِ فَمَنْ شَهِدَ مِنْكُمُ الشَّهْرَ فَلْيَصُمْهُ وَمَنْ كَانَ مَرِيضًا أَوْ عَلَى سَفَرٍ فَعِدَّةٌ مِنْ أَيَّامٍ أُخَرَ يُرِيدُ اللَّهُ بِكُمُ الْيُسْرَ وَلَا يُرِيدُ بِكُمُ الْعُسْرَ وَلِتُكْمِلُوا الْعِدَّةَ وَلِتُكَبِّرُوا اللَّهَ عَلَى مَا هَدَاكُمْ وَلَعَلَّكُمْ تَشْكُرُونَ ۝١٨٥ وَإِذَا سَأَلَكَ عِبَادِي عَنِّي فَإِنِّي قَرِيبٌ أُجِيبُ دَعْوَةَ الدَّاعِ إِذَا دَعَانِ فَلْيَسْتَجِيبُوا لِي وَلْيُؤْمِنُوا بِي لَعَلَّهُمْ يَرْشُدُونَ ۝١٨٦﴾ [البقرة:185–186].
ورمضان هو شهر نزول القرآن وذلك في ليلةً تعتبر أعظم ليلة في السنة، وهي ليلة القدر وهي خير من ألف شهر وهي ليلة القدر فقال الله تعالى في سورة القدر: ﴿إِنَّا أَنْزَلْنَاهُ فِي لَيْلَةِ الْقَدْرِ ۝١﴾ [القدر:1] ، وفي سورة الدخان: ﴿إِنَّا أَنْزَلْنَاهُ فِي لَيْلَةٍ مُبَارَكَةٍ إِنَّا كُنَّا مُنْذِرِينَ ۝٣﴾ [الدخان:3].
ورمضان شهر الجود والكرم والإحسان وشهر تلاوة القرآن والإكثار من الصدقات وهو شهر الصبر، فإن الصبر لا يتجلى في شيء من العبادات كما يتجلى في الصوم، ففيه يحبس المسلم نفسه عن شهواتها ومحبوباتها، ولهذا كان الصوم نصف الصبر، وجزاء الصبر الجنة، قال الله تعالى: ﴿قُلْ يَا عِبَادِ الَّذِينَ آمَنُوا اتَّقُوا رَبَّكُمْ لِلَّذِينَ أَحْسَنُوا فِي هَذِهِ الدُّنْيَا حَسَنَةٌ وَأَرْضُ اللَّهِ وَاسِعَةٌ إِنَّمَا يُوَفَّى الصَّابِرُونَ أَجْرَهُمْ بِغَيْرِ حِسَابٍ ۝١٠﴾ [الزمر:10]
على الرغم من أن المسلمين أُمروا أول مرة بالصوم في السنة الثانية للهجرة (624 م)، إلا أنهم يعتقدون أن ممارسة الصيام ليست في الحقيقة ابتكارًا للتوحيد، بل كانت دائمًا ضرورية للمؤمنين للوصول إلى التقوى (الخوف من الله). ويشيرون إلى حقيقة أن الوثنيين خلال عصر الجاهلية في مكة الإسلامية في اليوم العاشر من محرم للتكفير عن الخطيئة وتجنب الجفاف. ويجادل المؤرِخ والباحث فيليب جنكينز بأن الاحتفال بصيام رمضان قد نشأ عن «الانضباط الصارم للصوم في الكنائس السريانيَّة»، وهو افتراض أيده علماء وباحثون آخرون، بمن فيهم اللاهوتي بول غوردون تشاندلر، ولكن اختلف عليه من قبل بعض الأكاديميين المسلمين.

## تواريخ مهمّة
ويتم تحديد بداية ونهاية شهر رمضان من قبل التقويم الإسلامي القمري.

### بداية

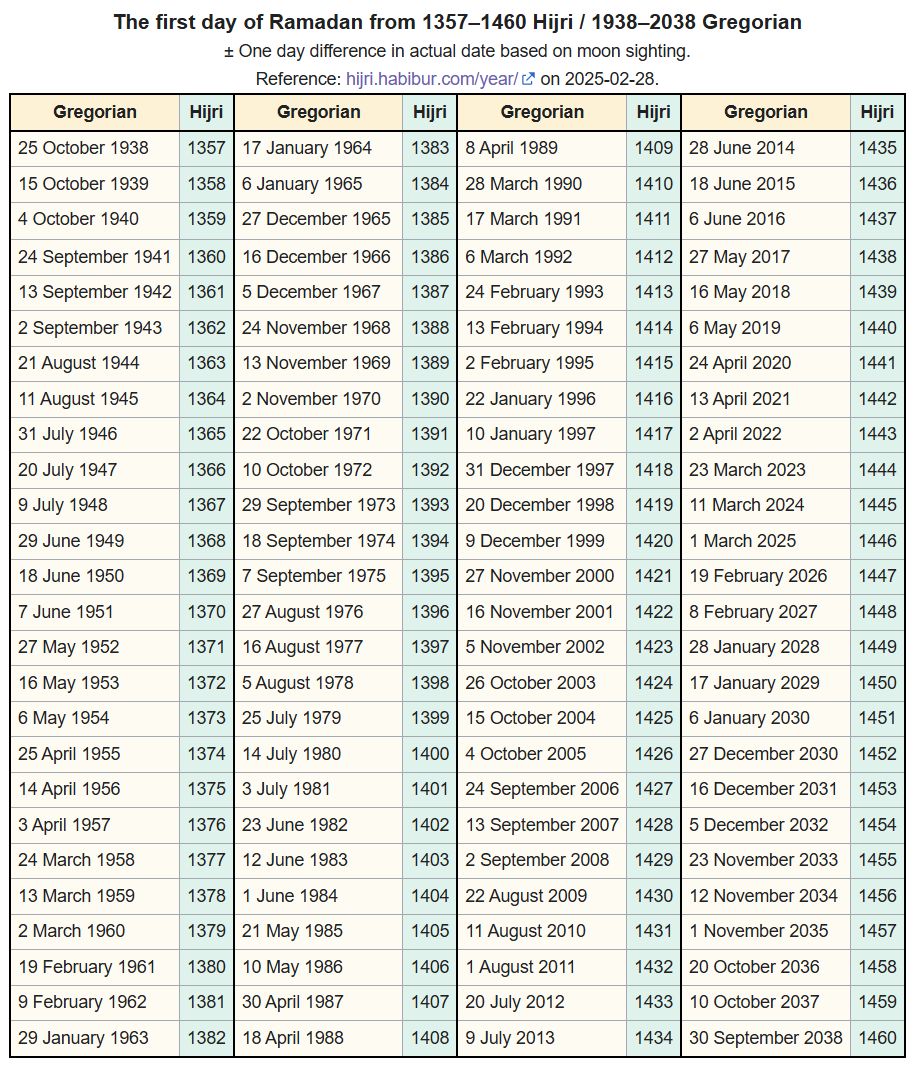
انقر لمشاهدة الصورة بشكل أكبر

الهلال (في الهلال) هو عادة يوماً (أو أكثر) بعد ميلاد القمر الجديد فلكياً. الذي يمثل بداية الشهر الجديد، وعادة ما يمكن تقدير المسلمين لبداية رمضان بأمان. ومع ذلك، لكثير من المسلمين، هذا لا يتفق مع الأحاديث الموثقة التي تفيد بأن تأكيدا بصريا يلزم لرؤية الهلال في المنطقة وقد وجدت الاختلافات ثابتة منذ زمن محمد.

### ليلة القدر

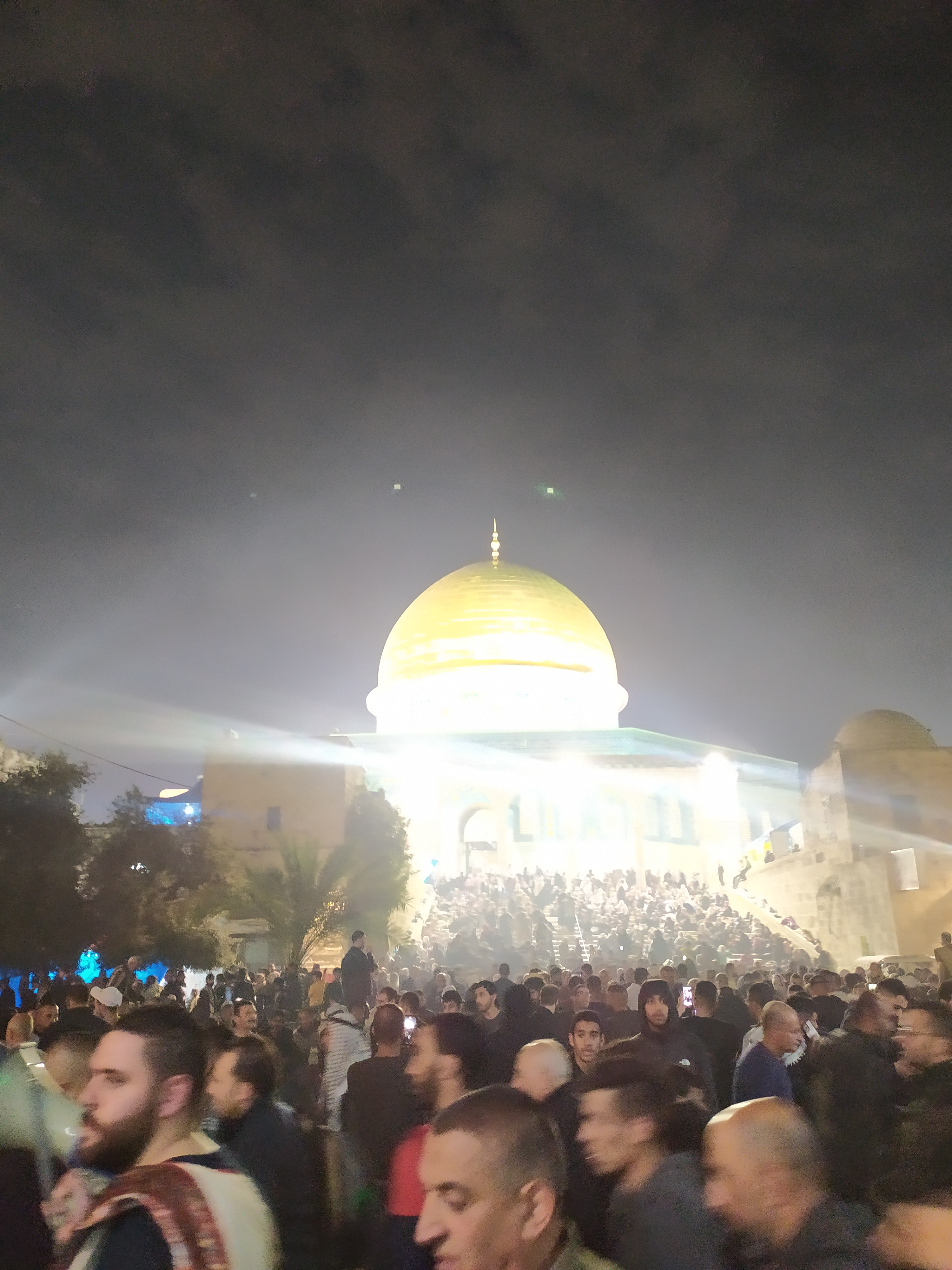
قبة الصخرة المشرفة في القدس في شهر رمضان المبارك، ليلة القدر

تُعد ليلة القدر أكثر ليلة مقدسة في العام. هذه هي الليلة التي يعتقد المسلمون أنها قد واكبت نزول أول الوحي من القرآن وصولا إلى محمد مشيرا إلى أن هذه الليلة كانت "أفضل من ألف شهر [العبادة الصحيحة]، كما جاء في الآية الثالثة من سورة القدر من القرآن، وتكون في العشرة الأيام الأخيرة من رمضان.

## رمضان والقرآن

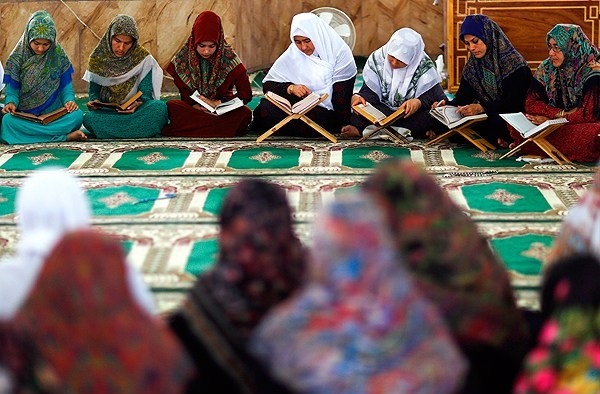
مسلمات تركمانيات يقرأن القرآن في مسجد بمدينة بندر تركمان الإيرانية.

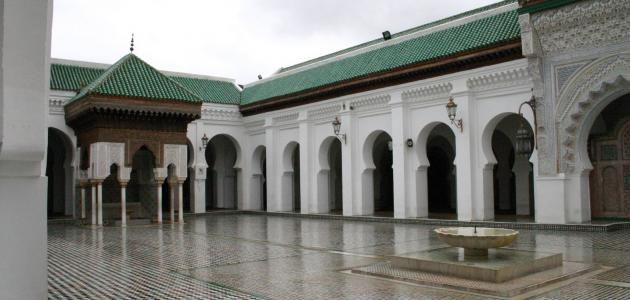
جامع القرويين من أهم الجوامع التي توجد في المغرب وكان تاريخ بداية بنائه في الأول من رمضان 245 هـ الموافق (30 نوفمبر 859م)

يذكر القرآن: شَهْرُ رَمَضَانَ الَّذِي أُنزِلَ فِيهِ الْقُرْآنُ هُدًى لِّلنَّاسِ وَبَيِّنَاتٍ مِّنَ الْهُدَىٰ وَالْفُرْقَانِ ۚ فَمَن شَهِدَ مِنكُمُ الشَّهْرَ فَلْيَصُمْهُ ۖ. شَهْرُ رَمَضَانَ وهو: الشهر التاسع من أشهر السنة القمرية. وسمي الشهر شهرا لشهرته، وأما رمضان فقد قال مجاهد: هو اسم من أسماء الله تعالى يقال شهر رمضان كما يقال شهر الله، والصحيح أنه اسم للشهر، سمي به من الرمضاء، وهي الحجارة المحماة، وهم كانوا يصومونه في الحر الشديد، فكانت ترمض فيه الحجارة في الحرارة. وشَهْرُ رَمَضَانَ الَّذِي أُنزِلَ فِيهِ الْقُرْآنُ أي: نزل إلى السماء الدنيا، في شهر رمضان، وتحديدا في ليلة القدر منه، وهي التي سماها الله تعالى: ليلة مباركة، ثم نزل بعد ذلك في فترات نزول الوحي في ثلاث وعشرين سنة، خلال الأيام والشهور.
وروي عن مقسم عن ابن عباس: «شهر رمضان الذي أنزل فيه القرآن» و: «إنا أنزلناه في ليلة القدر»  وقوله تعالى: «إنا أنزلناه في ليلة مباركة» في وقد نزل في سائر الشهور، ويذكر القرآن: «وقرآنا فرقناه». في فقال: «أنزل القرآن جملة واحدة من اللوح المحفوظ في ليلة القدر من شهر رمضان، إلى بيت العزة في السماء الدنيا، ثم نزل به جبريل عليه السلام على رسول الله صلى الله عليه وسلم نجوما في ثلاث وعشرين سنة فذلك قوله تعالى "فلا أقسم بمواقع النجوم (سورة الواقعة آية: 75)». وهُدًى لِّلنَّاسِ: أي: هاديا من الضلال. ووَبَيِّنَاتٍ مِّنَ الْهُدَىٰ وَالْفُرْقَانِ ۚ: أي: دلالات واضحات من الحلال والحرام، والحدود والأحكام «والفرقان» أي الفارق بين الحق والباطل.
أنزل القرآن في شهر رمضان وبالتحديد في ليلة القدر من هذا الشهر، جملة من اللوح المحفوظ إلى بيت العزة في السماء الدنيا، وكان ذلك في ليلة القدر، قال الله ﴿إِنَّا أَنْزَلْنَاهُ فِي لَيْلَةِ الْقَدْرِ ۝١﴾ [القدر:1] ﴿إِنَّا أَنْزَلْنَاهُ فِي لَيْلَةٍ مُبَارَكَةٍ إِنَّا كُنَّا مُنْذِرِينَ ۝٣﴾ [الدخان:3]، قال ابن عباس: (أنزل القرآن جملة واحدة إلى سماء الدنيا ليلة القدر ثم أنزل بعد ذلك في عشرين سنة) [ النسائي والحاكم ]، وقال ابن جرير: (نزل القرآن من اللوح المحفوظ إلى سماء الدنيا في ليلة القدر من شهر رمضان ثم أنزل إلى محمد على ما أراد الله إنزاله إليه).

## أحاديث عن رمضان
1. عن ابن عمر رضي الله عنهما عن النبي صلى الله عليه وسلم قال: «لا تصوموا حتى تروا الهلال ولا تفطروا حتى تروه فإن أغمي عليكم فاقدروا له» (رواه البخاري ومسلم).[25]
2. عن أبي هريرة قال: قال رسول الله صلى الله عليه وسلم «لا يتقدمن أحدكم رمضان بصوم يوم أو يومين، إلا أن يكون رجل كان يصوم صومه، فليصم ذلك اليوم» (رواه البخاري ومسلم).
3. عن عمَّار بن ياسر قال: «من صام يوم الذي يُشك فيه، فقد عصى أبا القاسم محمدًا صلى الله عليه وسلم» (رواه أصحاب السنن أبو داود والترمذي والنسائي وابن ماجه وصححه الألباني).
4. عن أبي هريرة رضي الله عنه أن رسول الله صلى الله عليه وسلم قال: «إذا جاء رمضان فتحت أبواب الجنة وغلقت أبواب النار وصفدت الشياطين» (رواه مسلم).
5. عن أبي هريرة رضي الله عنه قال: قال رسول الله صلى الله عليه وسلم: «إذا كان أول ليلة من شهر رمضان صفدت الشياطين، ومردة الجن، وغلقت أبواب النار، فلم يفتح منها باب، وفتحت أبواب الجنة، فلم يغلق منها باب، وينادي مناد: يا باغي الخير أقبل، ويا باغي الشر أقصر، ولله عتقاء من النار، وذلك كل ليلة» (رواه الترمذي وصححه الألباني).
6. عن أبي هريرة رضي الله عنه أن رسول الله صلى الله عليه وسلم كان يقول: «الصلوات الخمس والجمعة إلى الجمعة ورمضان إلى رمضان مكفرات ما بينهن إذا اجتنب الكبائر» (رواه البخاري ومسلم).
7. عن أبي هريرة رضي الله عنه قال: قال رسول الله صلى الله عليه وسلم: «أفضل الصيام بعد شهر رمضان شهر الله المحرم، وأفضل الصلاة بعد الفريضة صلاة الليل» (رواه النسائي وصححه الألباني).
8. عن ابن عمر رضي الله عنهما قال: قال رسول الله صلى الله عليه وسلم: «بني الإسلام على خمس: شهادة أن لا إله إلا الله وأن محمدًا رسول الله، وإقام الصلاة، وإيتاء الزكاة، وحج البيت، وصوم رمضان» (رواه البخاري ومسلم).
9. عن سهل بن سعد الساعدي رضي الله عنهما قال: قال رسول الله صلى الله عليه وسلم: «إن في الجنة بابًا يقال له الريان، يدخل منه الصائمون يوم القيامة، لا يدخل معهم أحد غيرهم، يقال: أين الصائمون؟ فيدخلون منه، فإذا دخل آخرهم، أغلق فلم يدخل منه أحد» (رواه البخاري ومسلم).
10. عن أبي هريرة رضي الله عنه أن رسول الله صلى الله عليه وسلم قال: «الصيام جُنة فلا يرفث ولا يجهل، وإن امرؤ قاتله أو شاتمه فليقل: إني صائم مرتين» (البخاري ومسلم).
11. عن أبي هريرة رضي الله عنه قال: قال رسول الله صلى الله عليه وسلم: «من لم يدع قول الزور والعمل به، فليس لله حاجة في أن يدع طعامه وشرابه» (رواه البخاري).
12. عن أنس بن مالك رضي الله عنه قال: قال النبي صلى الله عليه وسلم: «تسحَّروا فإن في السحور بركة» (رواه البخاري ومسلم).
13. عن أبي هريرة رضي الله عنه قال: قال رسول الله صلى الله عليه وسلم: «من نسي وهو صائم فأكل أو شرب فليتمَّ صومه؛ فإنما أطعمه الله وسقاه» (رواه البخاري ومسلم).
14. عن أبي هريرة رضي الله عنه أن النبي صلى الله عليه وسلم قال: «من ذَرَعه القيء فليس عليه قضاء، ومن استقاء عمدًا فليقضِ» (رواه الترمذي وصححه الألباني).
15. عن عبد الله بن عمرو أن رسول الله صلى الله عليه وسلم قال: «الصيام والقرآن يشفعان للعبد يوم القيامة، يقول الصيام: أي رب، منعته الطعام والشهوات بالنهار فشفِّعني فيه، ويقول القرآن: منعته النوم بالليل فشفعني فيه، قال: فيُشفَّعان» (رواه أحمد وصححه الألباني).
16. عن زيد بن خالد الجهني رضي الله عنه قال: قال رسول الله صلى الله عليه وسلم: «من فطَّر صائمًا كان له مثلُ أجرِه غيرَ أنه لا ينقص من أجر الصائم شيئًا» (رواه أحمد وأصحاب السنن وصححه الألباني).
17. عن أبي أيوب الأنصاري رضي الله عنه أن رسول الله صلى الله عليه وسلم قال: «من صام رمضان ثم أتبعه ستا من شوال كان كصيام الدهر» (رواه مسلم).

## قيام رمضان

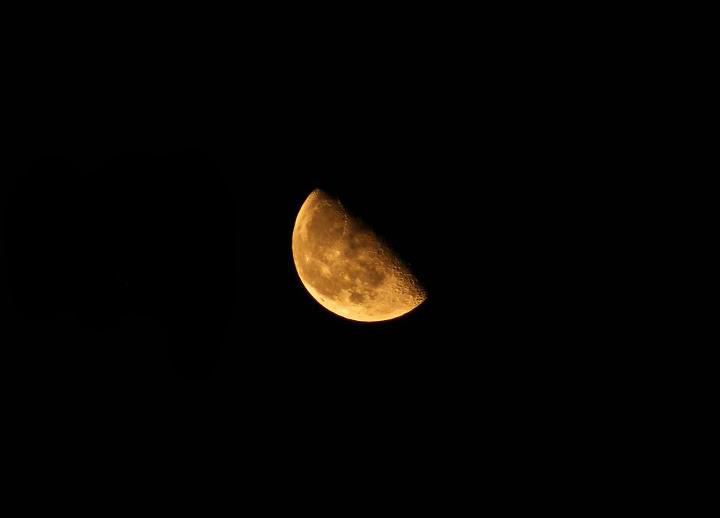
القمر في 20 رمضان 2012 بمدينة البيضاء

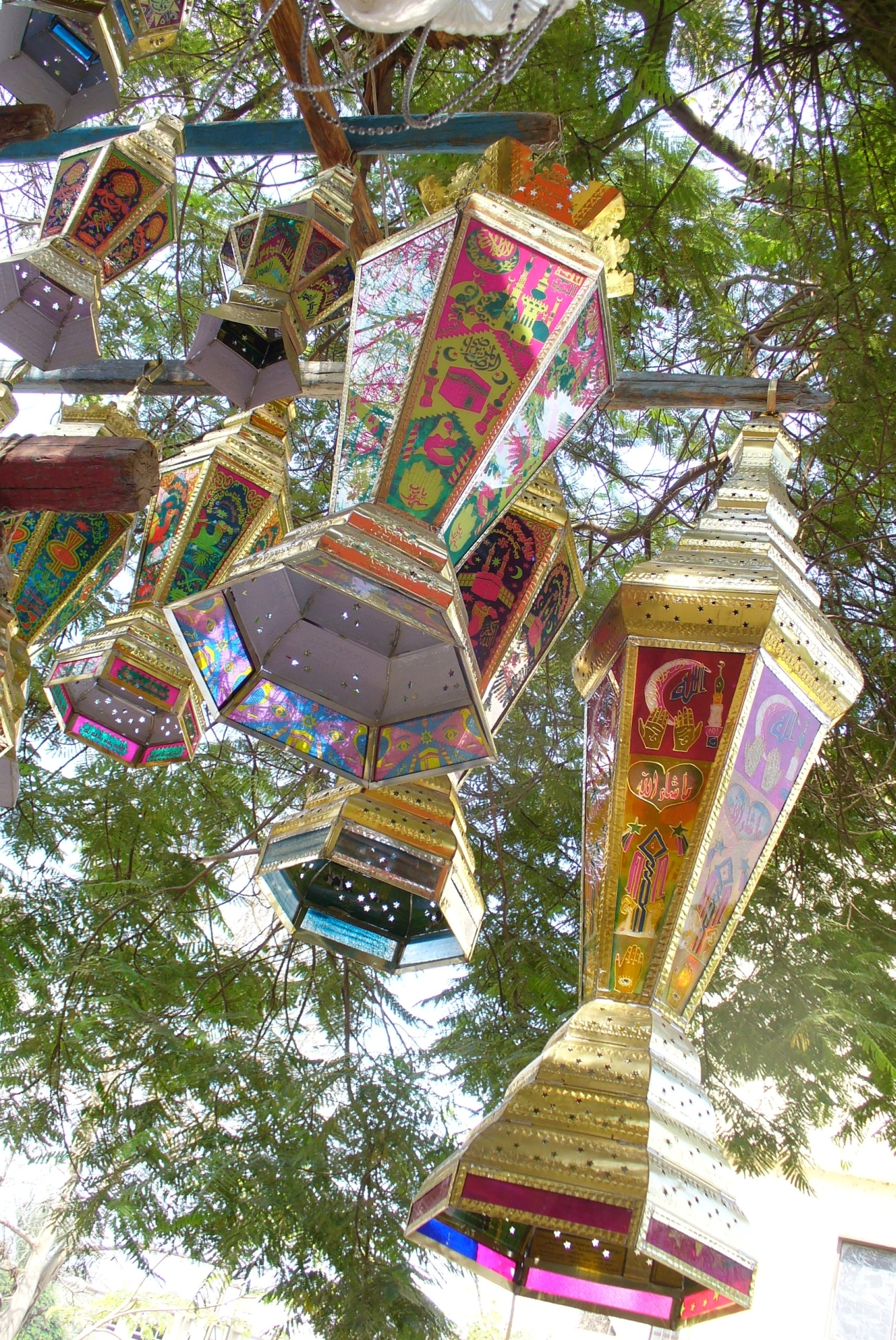
فوانيس رمضان

صلاة التراويح هي صلاة نافلة يصليها المسلمون (السُنة) في رمضان، وقتها بعد صلاة العشاء إلى صلاة الفجر، صفتها مثنى مثنى ثم يوتر بواحدة أي ركعتين ركعتين ثم يصلي ركعة واحدة يدعو فيها بما شاء من خيري الدنيا والآخرة، لم يصلها الرسول (جماعة) إلا ثلاثة ليال حتى لا تفرض على المسلمين إلا أنه كان يصليها طول حياته ولم يكن يدع قيام الليل لا سفراً ولا حضراً، وسن عمر بن الخطاب صلاتها جماعة حتى لا تتعدد الجماعات في المسجد الواحد حيث قال عنها «نعمت البدعة».

## عيد الفطر
يحتفل المسلمون في أول أيام شهر شوال (الشهر التالي لشهر رمضان في التقويم الهجري) بعيد الفطر (ويسمى أيضاً عيد رمضان والعيد الأصغر).
تسن فيه صلاة العيد وهي ركعتان تؤدى جماعة في مساحات مفتوحة أو المساجد.

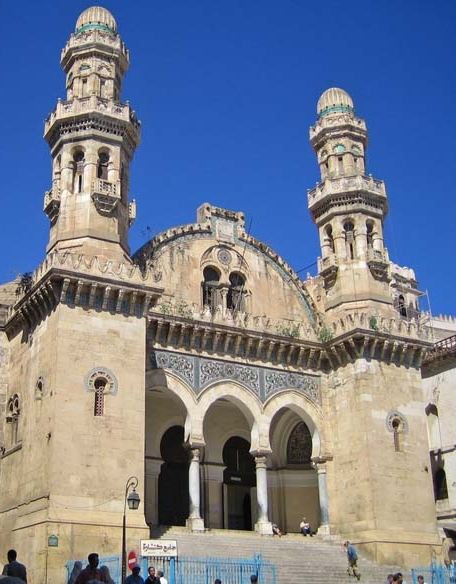
جامع كتشاوة أحد المساجد القديمة في العاصمة الجزائرية.

## زكاة الفطر
زكاة الفطر هي فرض على المسلمين جميعاً، رجالاً ونساءً، كباراً وصغاراً بشرط أن يمتلك الفرد قوت يوم وليلة العيد، ويجب إخراجها قبل صلاة العيد فلو أخرجها شخص بعد الصلاة فلا تعتبر زكاة فطر بل صدقة من الصدقات ويجوز إخراجها قبل يوم أو يومين من العيد حسب التشريع الإسلامي.

## عقوبة المجاهرة بالإفطار في رمضان

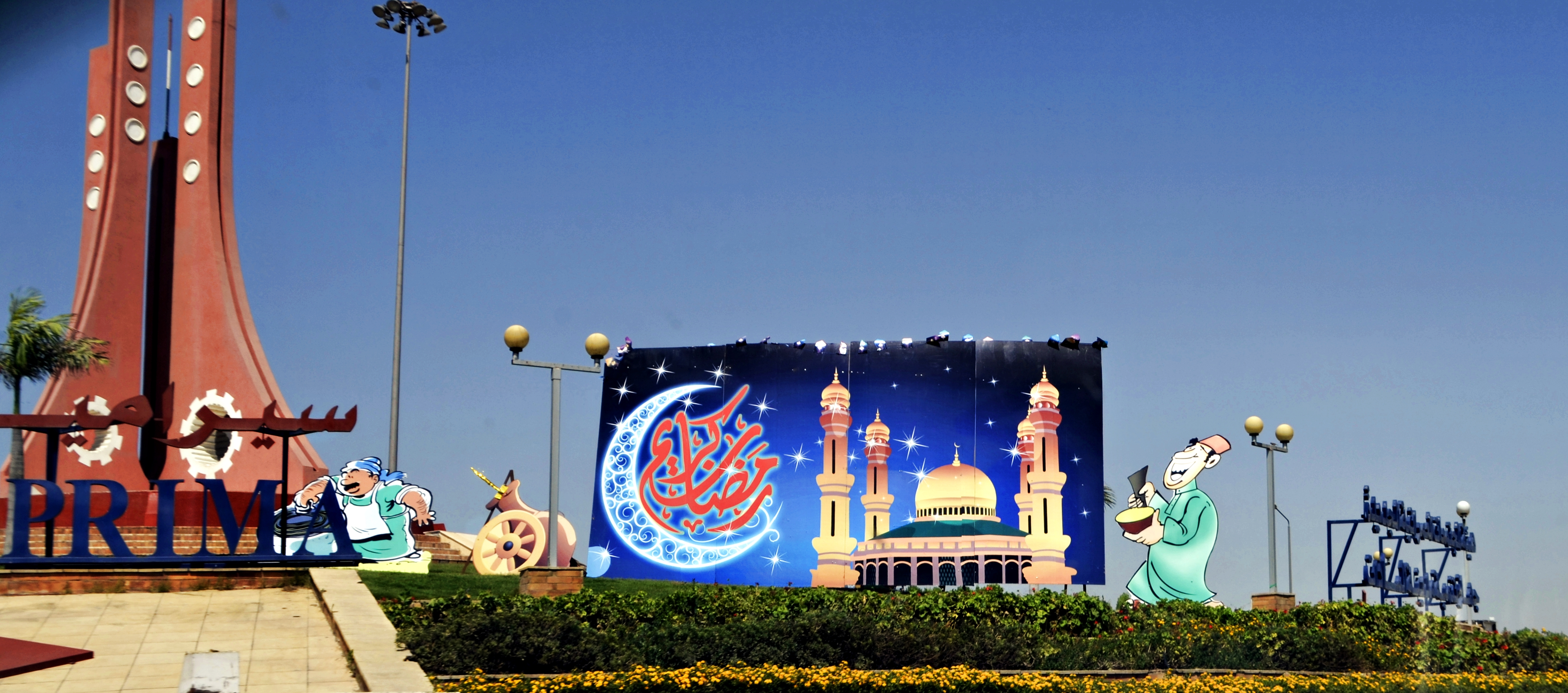
زينة ميدان بمدينة السادات بمناسبة شهر رمضان المبارك

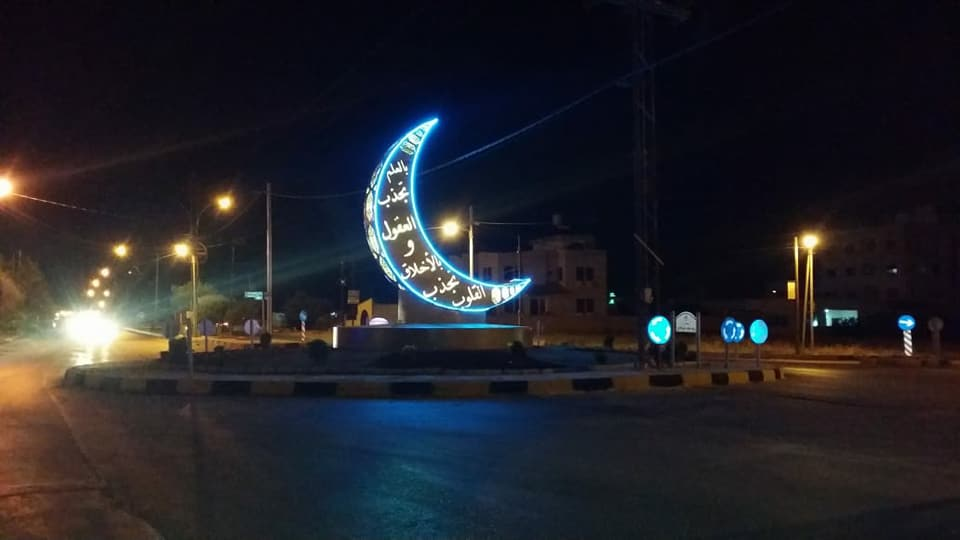
مُجسّم الهلال في إحدى الميادين بمناسبة شهر رمضان المبارك

### دينياً
عَنْ أَبِي أُمَامَةَ الْبَاهِلِيُّ رَضِيَ الله عَنْهُ قَالَ: سَمِعْتُ رَسُولَ اللَّهِ صَلَّى الله عَلَيْهِ وَسَلَّمَ يَقُولُ: «بَيْنَما أَنَا نَائِمٌ إِذْ أَتَانِي رَجُلانِ، فَأَخَذَا بِضَبْعَيَّ، فَأَتَيَا بِي جَبَلا وَعْرًا، فَقَالا: اصْعَدْ فَقُلْتُ: إِنِّي لا أُطِيقُهُ فَقَالا: إِنَّا سَنُسَهِّلُهُ لَكَ فَصَعِدْتُ حَتَّى إِذَا كُنْتُ فِي سَوَاءِ الْجَبَلِ إِذَا بِأَصْوَاتٍ شَدِيدَةٍ، قُلْتُ: مَا هَذِهِ الأَصْوَاتُ؟ قَالُوا: هَذَا عُوَاءُ أَهْلِ النَّارِ ثُمَّ انْطَلَقَا بِي، فَإِذَا أَنَا بِقَوْمٍ مُعَلَّقِينَ بِعَرَاقِيبِهِمْ، مُشَقَّقَةٍ أَشْدَاقُهُمْ، تَسِيلُ أَشْدَاقُهُمْ دَمًا، قَالَ: قُلْتُ: مَنْ هَؤُلاءِ؟ قَالَ: هَؤُلاءِ الَّذِينَ يُفْطِرُونَ قَبْلَ تَحِلَّةِ صَوْمِهِمْ».

### قانوناً
تنص قوانين بعض البلدان المسلمة بمعاقبة المجاهرة بالإفطار في رمضان، تختلف العقوبة من بلد لآخر من غرامة مالية إلى مدة محدودة من السجن أو تنفيذ خدمات مدنية. في بعض البلدان الإسلامية، يعتبر بالمجاهرة بالإفطار في رمضان جريمة. ويُحظر بيع الكحول في مصر. في الكويت عقوبة الأكل والشرب أو التدخين خلال النهار هي غرامة لا تزيد عن مائة دينار كويتي أو السجن لمدة لا تزيد عن شهر واحد، أو كليهما. في بعض الإمارات لدولة الإمارات العربية المتحدة، يُعتبر تناول الطعام أو الشرب في الأماكن العامة جريمة بسيطة يُعاقب عليها بما يصل إلى مائة وخمسين ساعة من خدمة المجتمع. المحاكم في المملكة العربية السعودية، التي وصفتها مجلة «ذي إيكونوميست» بأنها تأخذ رمضان «بجدية أكثر من أي مكان آخر»، قد تفرض عقوبات أشد، بما في ذلك الجلد والسجن والترحيل بالنسبة للأجانب. وفي ماليزيا قد يؤدي كسر الصيام قبل غروب الشمس إلى اعتقاله من قبل الشرطة الدينية الإسلاميَّة، في حين أن بيع الطعام أو الشراب أو التبغ للاستهلاك الفوري يمكن أن يؤدي إلى غرامة تصل إلى ألف رينغيت ماليزي وسجن ستة أشهر، وهي عقوبات قد تضاعف مع تكرار «الجرائم». وفرضت المحاكم في الجزائر غرامات وأحكام بالسجن على انتهاكات لوائح رمضان.
تفرض بعض الدول جداول عمل معدلة. في الإمارات العربية المتحدة، لا يجوز للموظفين العمل لأكثر من ست ساعات في اليوم وست وثلاثين ساعة في الأسبوع. لدى قطر وعُمان والبحرين والكويت قوانين مماثلة.

## الصحة ورمضان
عند الأشخاص بصحة جيدة يعتبر صيام رمضان خال من أس تأثير سلبي على صحة الفرد, لكن أظهرت الدراسات البيولوجية أن صيام رمضان يؤثر على التوزيع اليومي لدرجة حرارة الجسم، والكورتيزول، والميلاتونين، مما يؤدي عنج بعض الأفراد إلى انخفاض مدة النوم الليلي وانخفاض في مستوى اليقظة أثناء النهار. لا توجد آثار سلبية لصيام رمضان على الجهاز التنفسي والقلب والأوعية الدموية، وخصائص الدم، والغدد الصماء، والوظائف العصبية والنفسية.حسب الدراسات الطبية والعلمية، يمكن لمرضى السكر من النوع الثاني المستقرين صحيا أن يصوموا شهر رمضان، ولكن لا ينصح بالصيام لمرضى السكر من النوع الأول وغير الممتثلين للدواء أو المرأة الحامل التي تعاني من السكري.

## الجريمة
العلاقة بين رمضان ومعدلات الجريمة مختلطة: بعض الإحصاءات تشير إلى أن معدلات الجريمة تنخفض خلال شهر رمضان، في حين أن البعض الآخر يُظهر أنه يزداد. تم الإبلاغ عن انخفاض في معدلات الجريمة من قبل الشرطة في بعض المدن في تركيا (إسطنبول وقونية) والمنطقة الشرقية من المملكة العربية السعودية. وكشفت دراسة أجريت عام 2005 أن هناك انخفاضًا في الجرائم المتعلقة بالاعتداء والسرقة والكحول خلال شهر رمضان في المملكة العربية السعودية، ولكن الانخفاض في الجرائم المتعلقة بالكحول فقط كان ذا دلالة إحصائية. بالمقابل تم الإبلاغ عن زيادة في معدلات الجريمة خلال شهر رمضان في تركيا، وجاكرتا، وأجزاء من الجزائر، واليمن ومصر.
تم اقتراح آليات مختلفة لتأثير رمضان على الجريمة:
- يقول رجل دين إيراني إن الصيام خلال شهر رمضان يجعل الناس أقل عرضة لارتكاب جرائم لأسباب روحية.[50] ويقول جمال البنا أن الصيام يمكن أن يجهد الناس، مما يجعلهم أكثر عرضة لارتكاب جرائم، وانتقد المسلمين الذين يرتكبون جرائم وهم صياماً خلال شهر رمضان باعتبار صيامهم «مزيفًا وسطحيًا».[49]
- نسبت الشرطة في المملكة العربية السعودية انخفاض معدلات الجريمة إلى «المزاج الروحي السائد في البلاد».[41]
- في جاكرتا بإندونيسيا تقول الشرطة إن حركة المرور بسبب سبعة ملايين شخص يغادرون المدينة للاحتفال بعيد الفطر تؤدي إلى زيادة في جرائم الشوارع. نتيجة لذلك، تنشر الشرطة 7,500 فرد إضافي.[46]
- خلال شهر رمضان يدخل ملايين الحجاج المملكة العربية السعودية لزيارة مكة. وفقا لصحيفة يمن تايمز، عادة ما يكون هؤلاء الحجاج «خيريين»، وبالتالي يقوم المهربون بتهريب الأطفال من اليمن للتسول في شوارع المملكة العربية السعودية.[48]

## عادات وتقاليد ثقافية في رمضان
- مدفع الإفطار.
- الحكواتي.
- فوازير رمضان.
- محيبس.
- الإفطار الجماعي.
- فوانيس رمضان.

## حسب البلد
| رمضان في الوطن العربي | رمضان في الوطن العربي | رمضان في الوطن العربي | رمضان في الوطن العربي |
| رمضان في فلسطين       | رمضان في مصر          | رمضان في الجزائر      | رمضان في المغرب       |
| رمضان في السودان      | رمضان في لبنان        | رمضان في ليبيا        |                       |
| --------------------- | --------------------- | --------------------- | --------------------- |

## الآيات
1. ↑  سورة البقرة، الآية185-186
2. ↑  سورة القدر، الآية 1
3. ↑  سورة الدخان، الآية 3
4. ↑  سورة الزمر، الآية 10

## طالع أيضًا
- رمضان (شهر).
- غرة رمضان.
- صوم رمضان.

## وصلات خارجية
- ملف شهر رمضان والصيام بلغات مختلفة - رمضان والصيام بلغات العالم
- فقه الأهلة وأسباب الاختلاف
- إمساكية رمضان - موقع يقدم جدول الإمساكية الرمضانية لجميع الدول.